# USS New York (LPD-21)
Pour les autres navires du même nom, voir USS New York.
Le navire USS New York (LPD-21) est le 5e transport amphibie de classe San Antonio et le 6e navire de l’United States Navy portant le nom de l'État de New York. Le New York possède un équipage de 360 personnes et il peut embarquer jusqu'à 700 marines.

## Construction
Ce navire est le premier à avoir été conçu depuis le début pour convenir aux trois types principaux de véhicules des marines qui étaient alors prévus pour les années 2010 : l’Expeditionary Fighting Vehicle (EFV), le landing craft air cushioned (LCAC) et le MV-22B Osprey.
Peu après les attentats du 11 septembre 2001, le gouverneur de New York George E. Pataki a écrit une lettre au secrétaire à la marine des États-Unis Gordon R. England lui demandant de donner le nom USS New York à un bâtiment de guerre qui serait impliqué dans la guerre contre le terrorisme en l'honneur des victimes de ces attaques.
Le contrat pour la construction du New York fut accordé en 2003 à l'entreprise Northrop Grumman Ship Systems situé à La Nouvelle-Orléans en Louisiane. Le New York était en construction à La Nouvelle-Orléans au moment où l'ouragan Katrina a frappé la région en 2005.
Quelque 7,5 tonnes d'acier utilisées dans la construction du navire proviennent des débris du World Trade Center. Cet acier a été fondu à la fonderie Amite Foundry and Machine en Louisiane pour donner naissance à la proue du navire,. Les ouvriers du chantier ont admis avoir traité cet acier avec le respect accordé d'habitude à des reliques sacrées, le touchant délicatement lorsqu'ils passaient à proximité. Un ouvrier a même retardé son départ à la retraite après 40 ans de travail pour pouvoir participer à ce projet.
Le 9 septembre 2004, Gordon R. England annonça que deux autres navires de la classe San Antonio seraient baptisés USS Arlington (LPD-24) et USS Somerset (LPD-25) en l'hommage de deux autres lieux touchés par les attentats du 11 septembre 2001.

## Lancement et mise en service

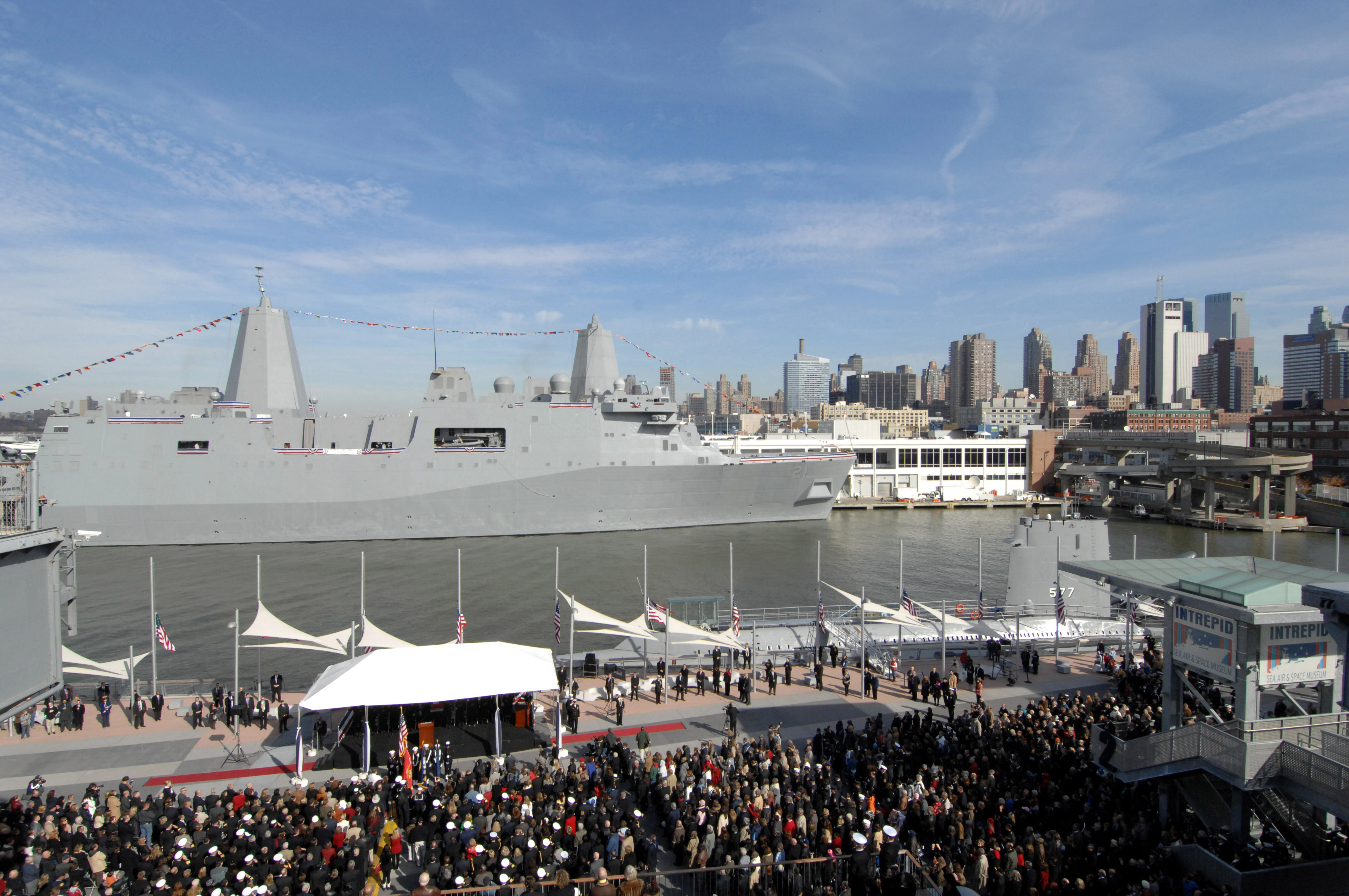
L'USS New York commissionné à New York, le 7 novembre 2009.

Le New York fut lancé le 1er mars 2008, lors d'une cérémonie aux chantier d'Avondale à La Nouvelle-Orléans. Dotty England, le sponsor du navire lança la traditionnelle bouteille de champagne contre la proue du navire et le baptisa alors New York. De nombreux dignitaires participèrent à la cérémonie, notamment le député secrétaire à la défense Gordon R. England, des membres des forces de police de New York, des membres des pompiers de New York, ainsi que des membres des familles des victimes du 11-Septembre.
Le navire fut livré à la Navy le 21 août 2009 à La Nouvelle-Orléans, où il fut réceptionné par son premier commandant, le Commanding Officer F. Curtis Jones,.
La mise en service du navire a lieu le 7 novembre 2009 à New York. Le 2 novembre, le navire passa près du site où se trouvait le World Trade Center pour la première fois, et il rendit hommage aux victimes des attentats de septembre 2001 avec 21 coups de canon.
À peu près un membre d'équipage sur sept, au moment de la mise en service du navire, provenait de l'État de New York, un nombre bien plus élevé que d'habitude.

## Galerie

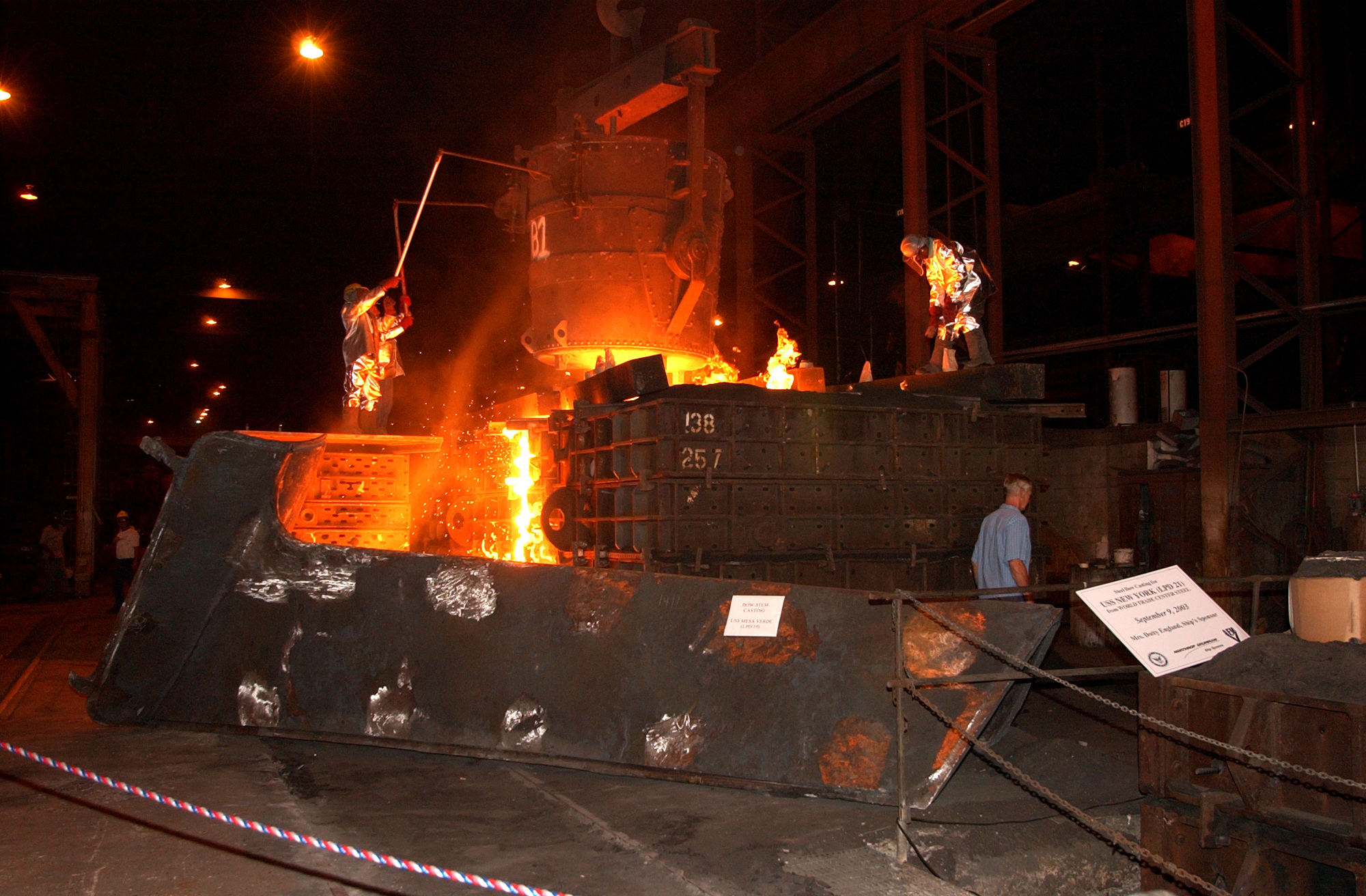
De l'acier provenant du World Trade Center est fondu pour la construction du New York, en septembre 2003.
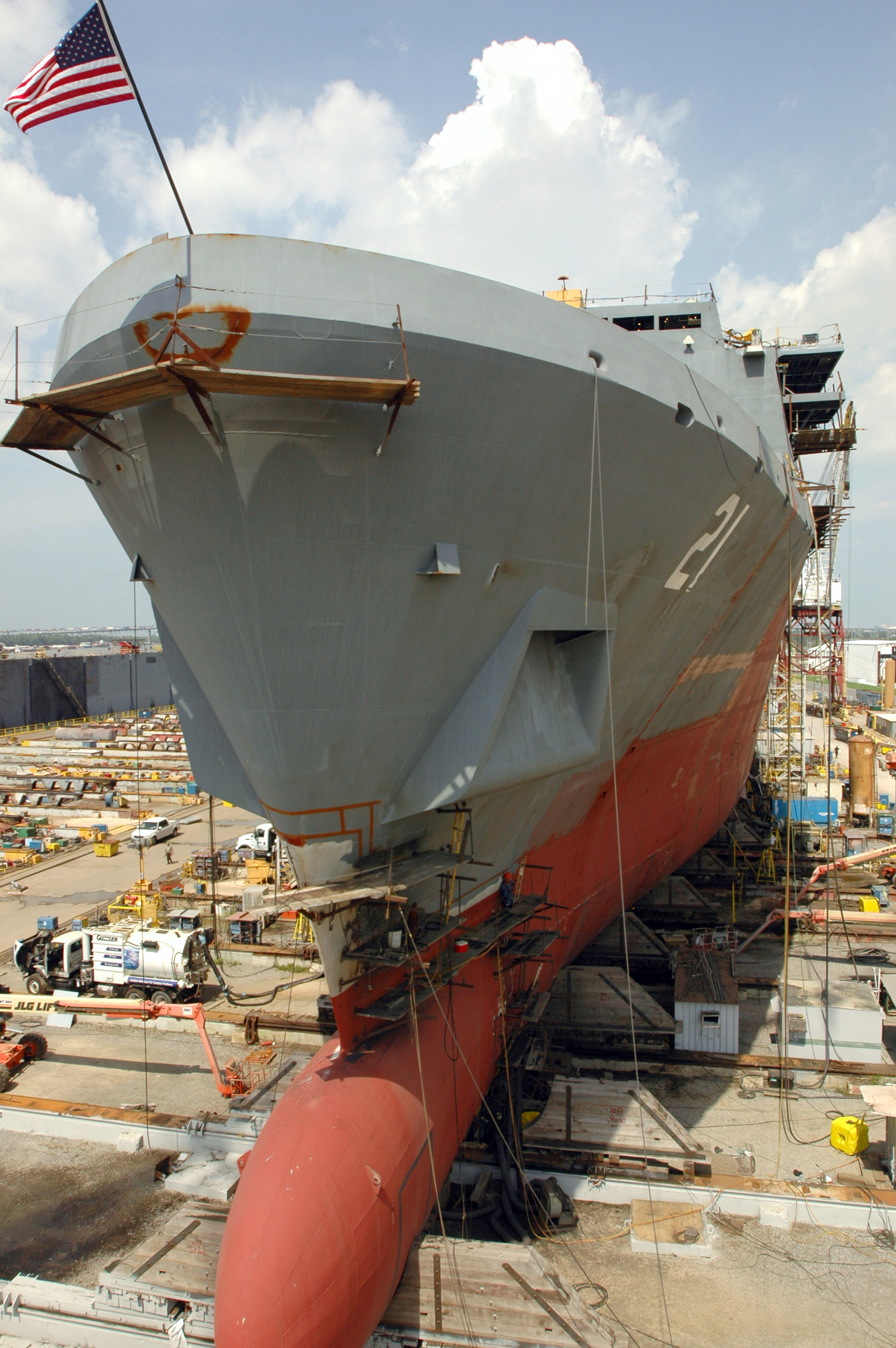
Le New York (LPD-21) en construction, en août 2006.
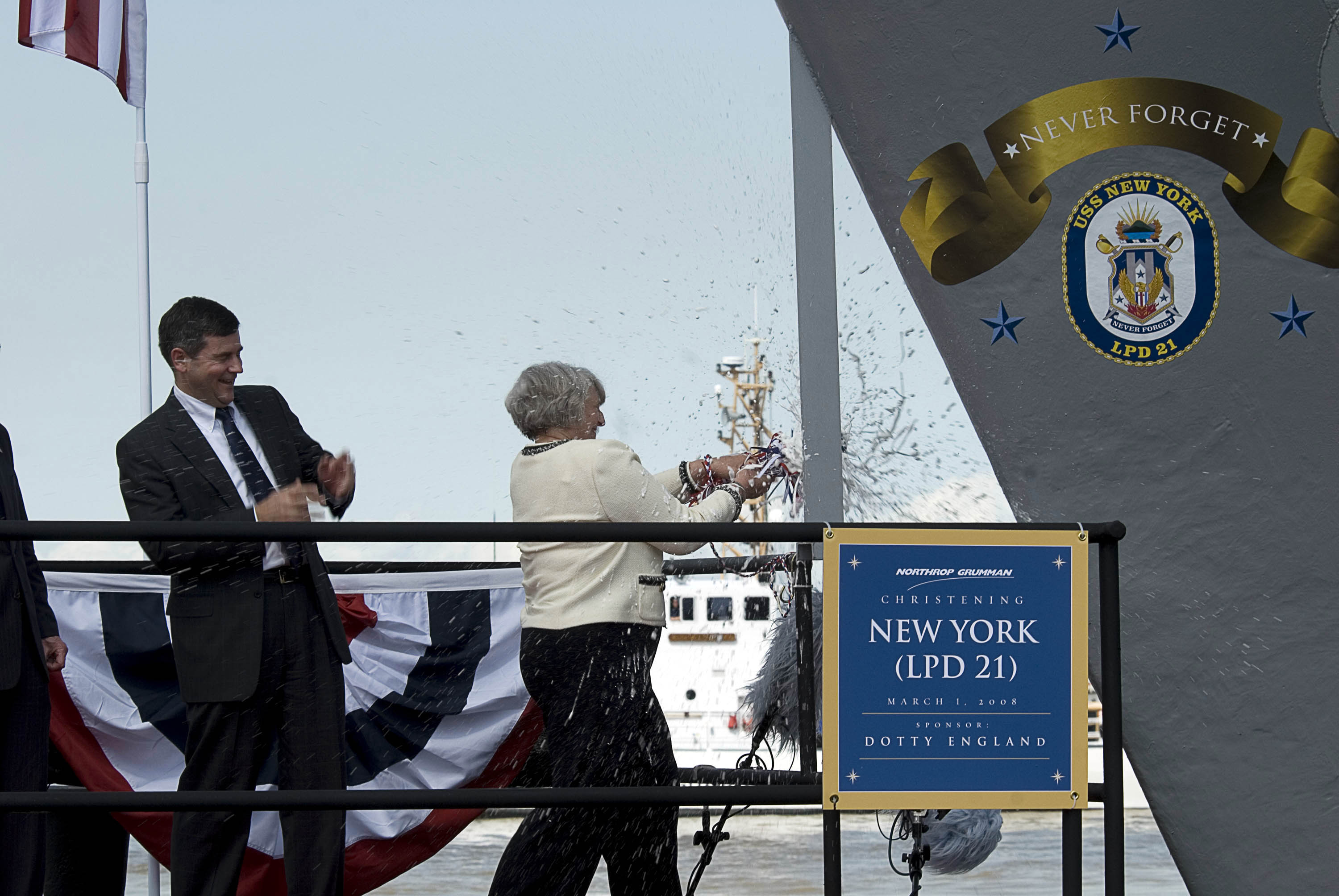
Inauguration de l'USS New York, le 1er mars 2008.